# Gabrovo (Słowenia)
Gabrovo – wieś w Słowenii, w gminie Škofja Loka. W 2018 roku liczyła 21 mieszkańców.